# Alfons Fornier
Alfons Fornier (Gent, 25 december 1875 - Amsterdam, 29 september 1963) was een activist en lid van de Raad van Vlaanderen.

## Levensloop
Fornier promoveerde tot ingenieur aan de Rijksuniversiteit Gent. Tot een liberale familie behorende, was hij lid van de vrijzinnige liberale studentenvereniging 't Zal wel gaan.
In 1903 richtte hij een motorenfabriek op en was ook verbonden aan de École Industrielle in Gent. Hij trouwde met een Nederlandse.
Tijdens de Eerste Wereldoorlog sloot hij zich aan bij het radicale Jong-Vlaanderen. In 1916 werd hij tot hoogleraar benoemd aan de door de Duitsers vernederlandste universiteit in Gent. 
Begin 1917 was hij betrokken bij de oprichting van de Raad van Vlaanderen. Naast zijn lidmaatschap in geledingen van Jong-Vlaanderen, was hij ook lid van de Nationalistische Bond van Jan Baptist Wannyn.
In april 1918 werd hij, onder het burgemeesterschap van de Duitser F. Künzer, schepen van Gent. Zijn portefeuille behelsde openbare werken en economische zaken.
In november 1918 vluchtte hij naar Nederland en werd in België bij verstek veroordeeld tot twintig jaar gevangenis. Hij bleef sympathiseren met de vroegere activisten en op het einde van de jaren dertig was hij voorzitter van de afdeling Haarlem van de Stichting Noord-Nederland-Vlaanderen. Tijdens en na de Tweede Wereldoorlog hield hij zich afzijdig van de Vlaamse Beweging en de collaboratie.